# Ирлява
Ирля́ва (укр. Ірлява) — село в Среднянской поселковой общине Ужгородского района Закарпатской области Украины.
Население по переписи 2001 года составляло 270 человек. Почтовый индекс — 89453. Телефонный код — . Занимает площадь 0,45 км².